# 多明我会修道院 (法兰克福)

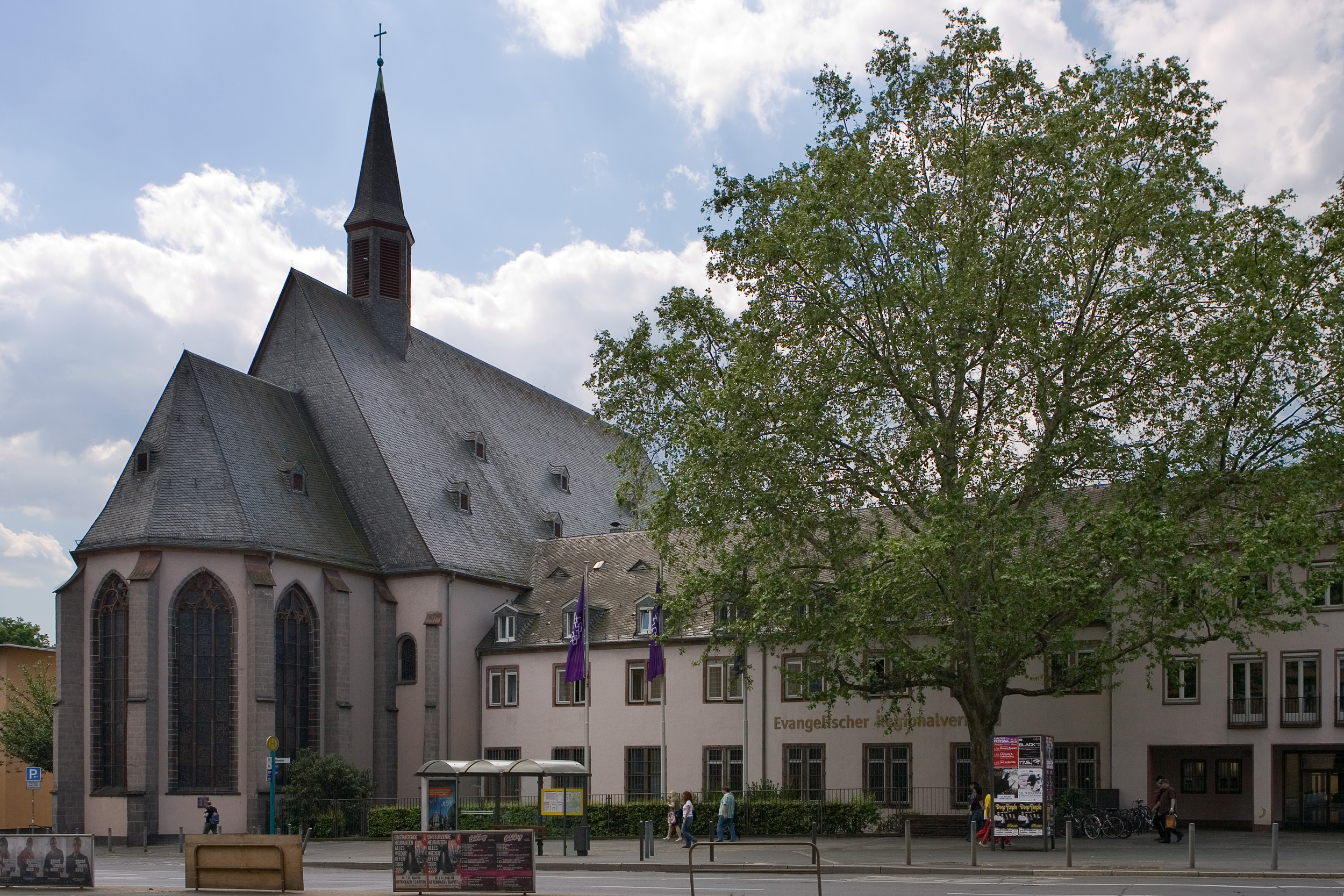
圣灵堂和多明我会修道院

多明我会修道院 (德語：Dominikanerkloster)是德国法兰克福的一处宗教建筑，原为多明我会修道院，现为新教黑森和拿骚地区大会的所在地。院内有路德宗教堂，称为“圣灵堂”(德語：Heiliggeistkirche)。
修道院创立于1233年，1803年世俗化。二战期间彻底被毁，1955–1957年重建，改为战后建筑风格。

## 历史

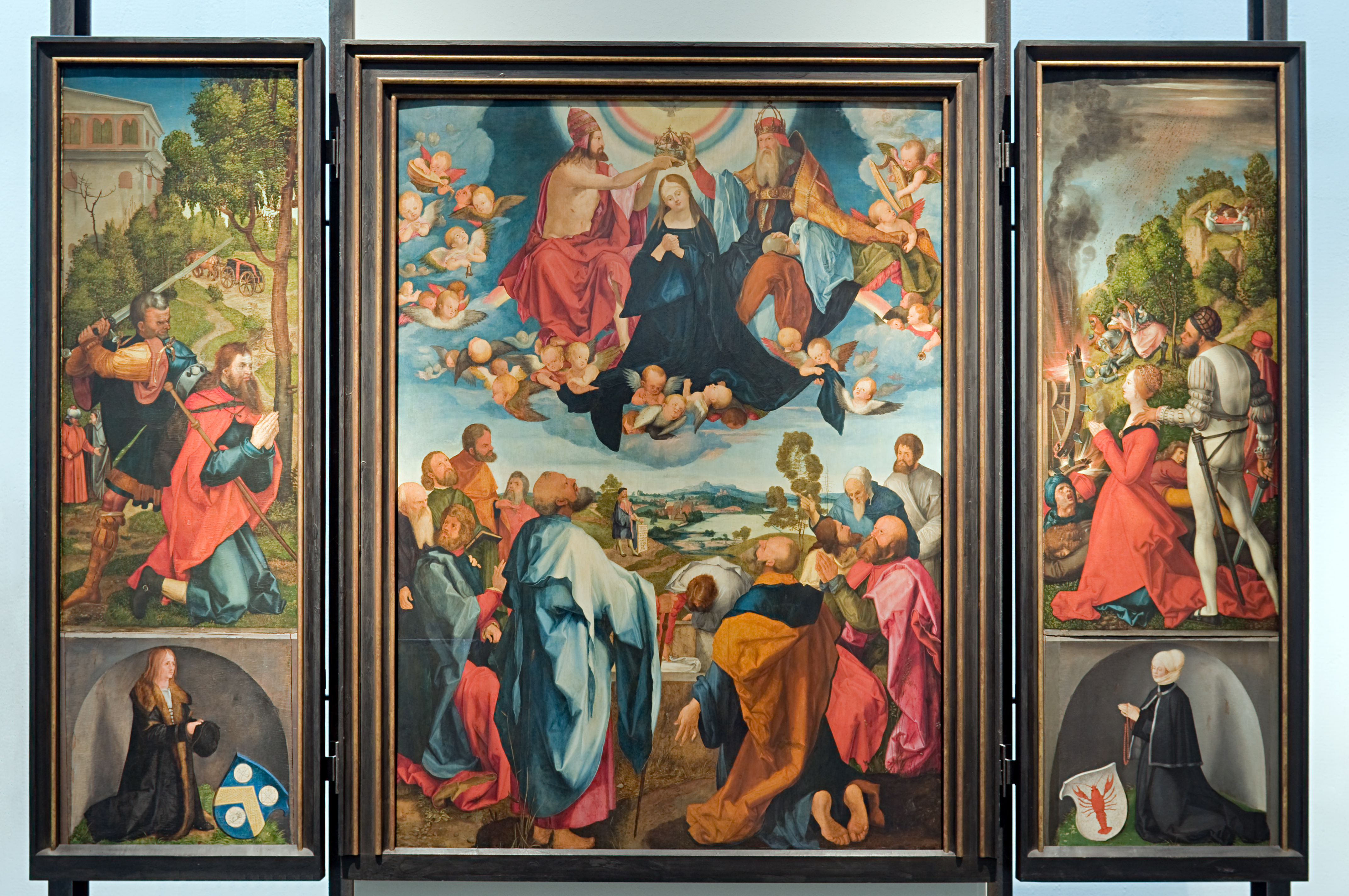

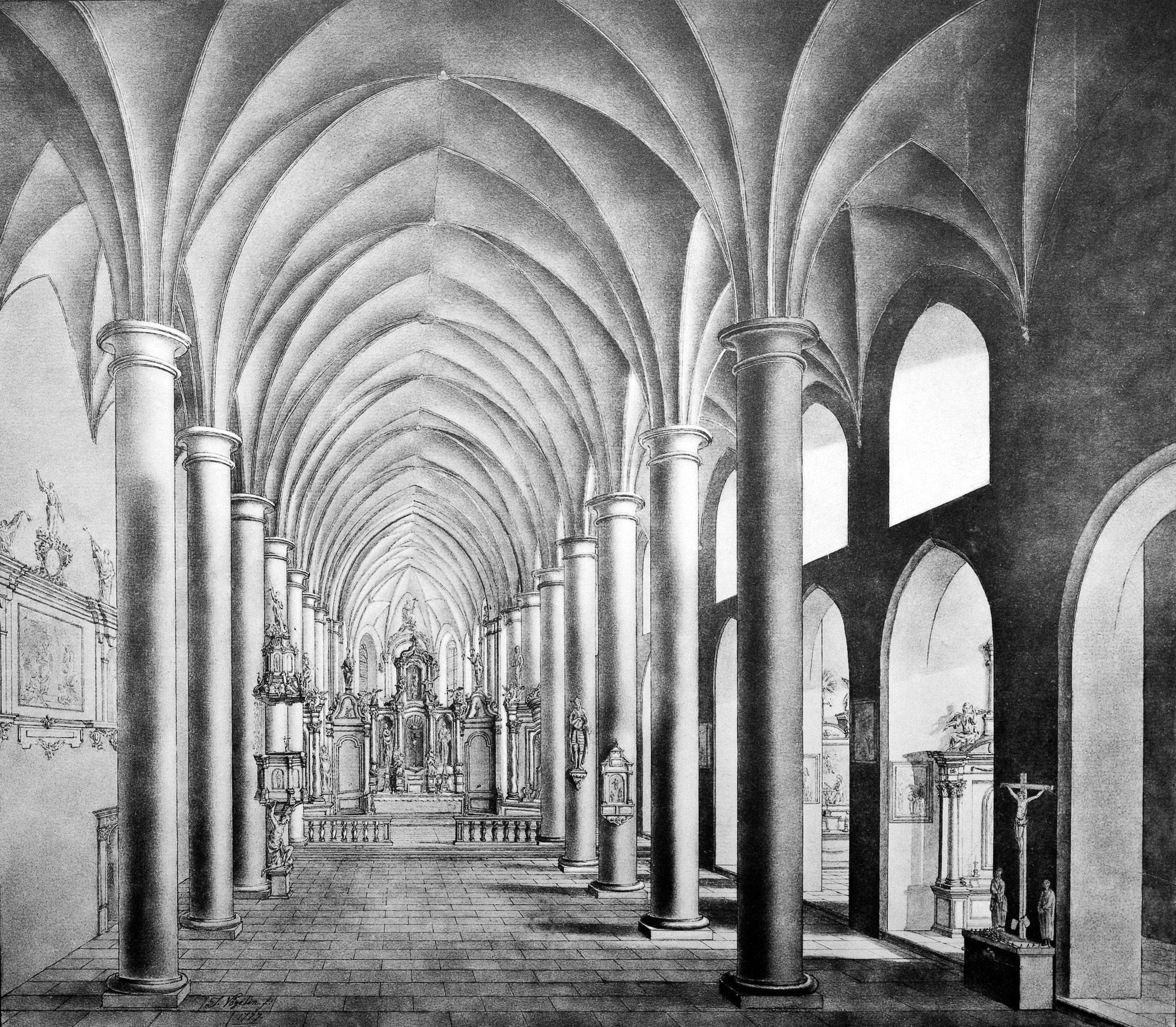

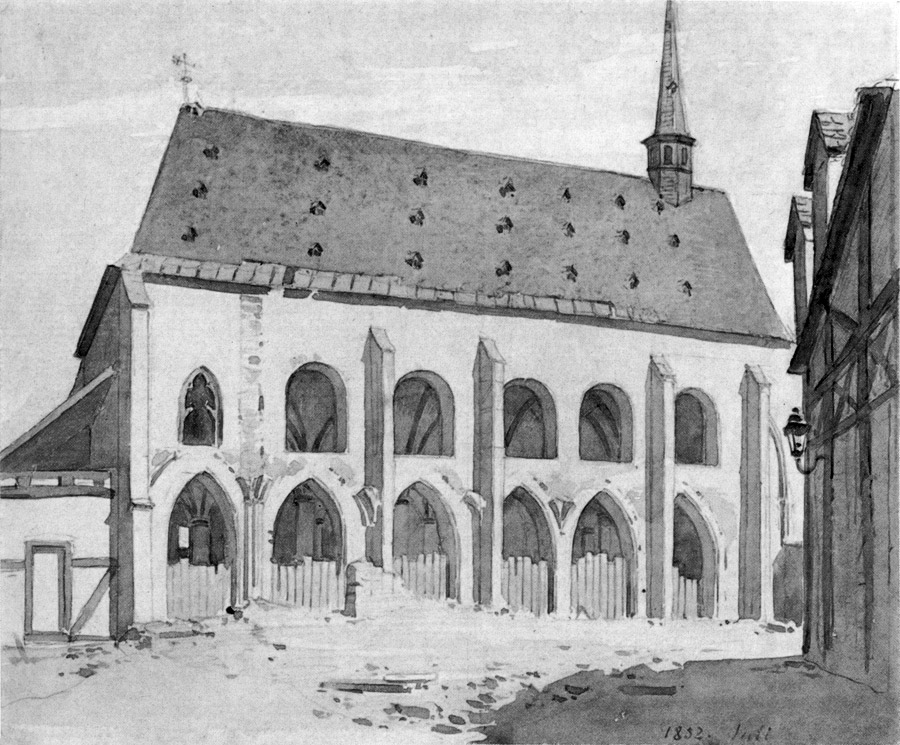

1233年，多明我会在法兰克福靠近城墙处设立会院，1238年开始建造修道院，到1245年完成。修道院教堂仅次于法兰克福大教堂，是该市第二大教堂。它吸引了一些著名学者，接受了当地市民的许多捐赠。德意志的几次国王选举也是在此举行（1292、1308、1349）。修道院卷入了皇帝与教宗之间的冲突。多明我会站在教宗一边，因此在1330年遭到驱逐。双方达成妥协后得以返回。修道院的图书馆是法兰克福最大的，后来其藏书交给了市图书馆。
1462年，法兰克福的犹太人被强制迁入修道院东侧的法兰克福犹太巷。双方之间发生过多次冲突。
1533年法兰克福引进宗教改革。路德宗主导的市议会对多明我会进行了诸多限制。但是修道院仍坚持留在天主教内，直到1803年世俗化。

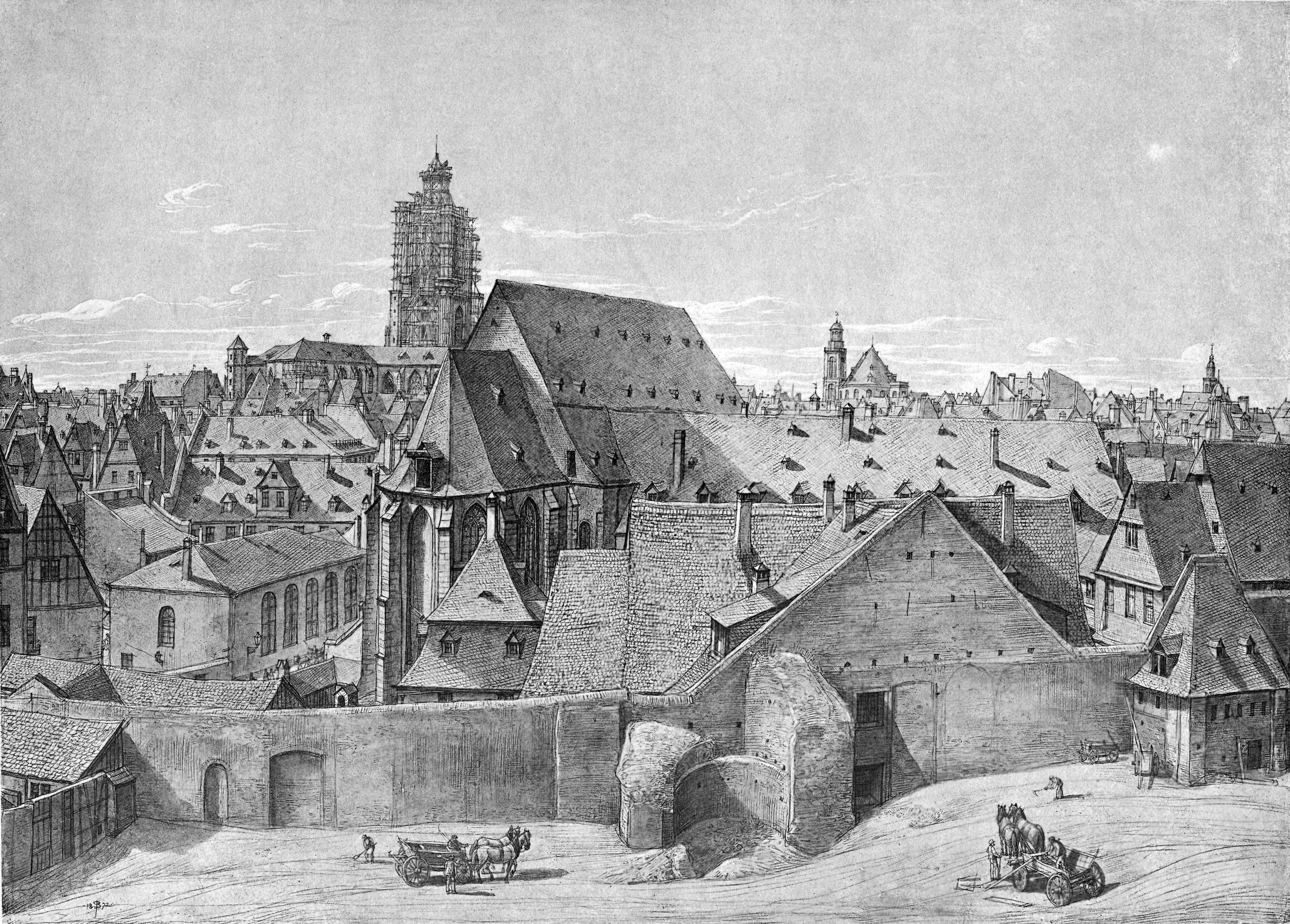

1803年修道院世俗化，归属法兰克福市所有。在19世纪，修道院曾用作货仓和军营。1875年和1884年曾两次计划拆除，1885–1889年进行改建，教堂中间建起隔墙，东半部分用作学校体育馆。

二战前，修道院设立了史前和早期历史博物馆（今考古博物馆），还用于保存纳粹从犹太人抢来的艺术品。
1944年3月18日，原教堂毁于盟军空袭
1961年重建了修道院，包括供路德宗使用的圣灵堂。修道院现在是新教黑森和拿骚地区大会所在地。

## 建筑

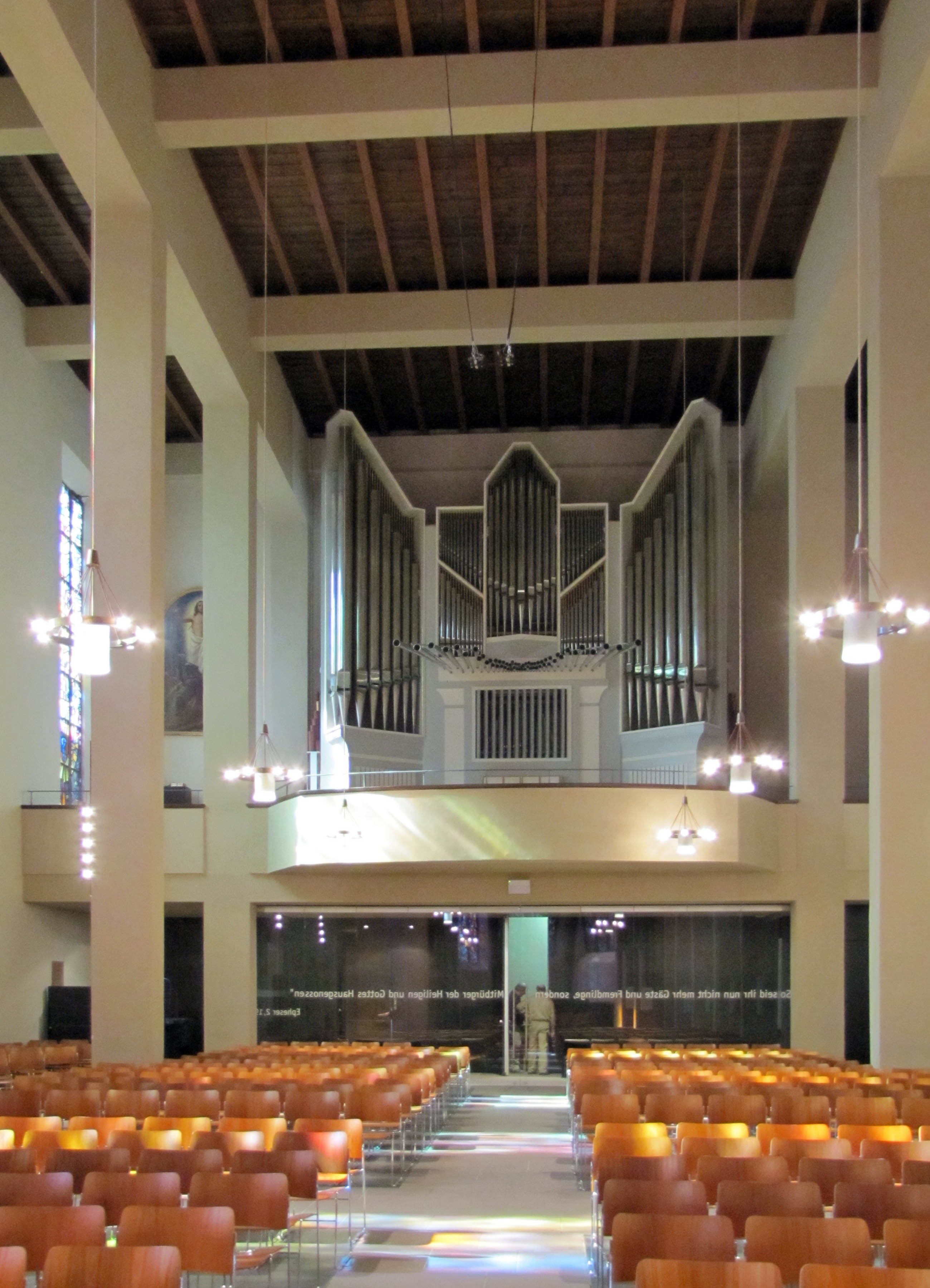

教堂长 53.6米，宽15.6米，能容纳700人。